# Championnats d'Europe de judo 1992
Navigation
Édition précédente Édition suivante
Les championnats d'Europe de judo 1992 se sont déroulés à Paris, en France. Cet Euro fut organisé quelques mois avant les Jeux olympiques de Barcelone.Les épreuves par équipes se sont déroulées quant à elle à Leonding, en Autriche, le 24 octobre de la même année (voir article connexe). 

## Résultats

### Hommes
| Catégorie                 | Or                 | Argent             | Bronze                           |
| poids super-légers -60 kg | Nazim Guseynov     | Philippe Pradayrol | Keith Gough Raik Arnhold         |
| poids mi-légers -65 kg    | Benoît Campargue   | Vsevolods Zelonijs | Ivan Netov Francisco Lorenzo     |
| poids légers -71 kg       | Norbert Haimberger | Bruno Carabetta    | Shay-Oren Smadja Joaquín Ruíz    |
| poids mi-moyens -78 kg    | Marko Spittka      | Olivier Schaffter  | Bertrand Damaisin Charip Varaev  |
| poids moyens -86 kg       | Pascal Tayot       | Adrian Croitoru    | Giorgio Vismara León Villar      |
| poids mi-lourds -95 kg    | Stéphane Traineau  | Dmitri Sergeev     | Luigi Guido Antal Kovács         |
| poids lourds +95 kg       | Frank Möller       | Serguei Kossorotov | Dennis Raven David Douillet      |
| Toutes catégories         | Thomas Müller      | Georges Mathonnet  | Harry Van Barneveld Elvis Gordon |

### femmes
| Catégorie                 | Or                    | Argent            | Bronze                                |
| poids super-légers -48 kg | Cécile Nowak          | Yolanda Soler     | Annikka Mutanen Giovanna Tortora      |
| poids mi-légers -52 kg    | Loretta Doyle         | Jessica Gal       | Heidi Goossens Alessandra Giungi      |
| poids légers -56 kg       | Nicola Fairbrother    | Nicole Flagothier | Catherine Arnaud Miriam Blasco        |
| poids mi-moyens -61 kg    | Bogusława Olechnowicz | Frauke Eickhoff   | Ielena Petrova Begoña Gomez           |
| poids moyens -66 kg       | Emanuela Pierantozzi  | Heidi Rakels      | Elena Kotelnikova Alexandra Schreiber |
| poids mi-lourds -72 kg    | Laëtitia Meignan      | Ulla Werbrouck    | Irene de Kok Karin Krueger            |
| poids lourds +72 kg       | Svetlana Gundarenko   | Claudia Weber     | Monique van der Lee Renata Szal       |
| Toutes catégories         | Angelique Seriese     | Simona Richter    | Karin Kutz Natalina Lupino            |

## Tableau des médailles
| Rang | Pays        | Médaille d'or | Médaille d'argent | Médaille de bronze | Total |
| ---- | ----------- | ------------- | ----------------- | ------------------ | ----- |
| 1    | France      | 5             | 3                 | 4                  | 12    |
| 2    | Allemagne   | 3             | 2                 | 4                  | 9     |
| 3    | Royaume-Uni | 2             | 0                 | 1                  | 3     |
| 4    | Russie      | 1             | 2                 | 3                  | 6     |
| 5    | Pays-Bas    | 1             | 1                 | 3                  | 5     |
| 6    | Italie      | 1             | 0                 | 4                  | 5     |
| 7    | Pologne     | 1             | 0                 | 1                  | 2     |
| 8    | Autriche    | 1             | 0                 | 0                  | 1     |
| -    | Azerbaïdjan | 1             | 0                 | 0                  | 1     |
| 10   | Belgique    | 0             | 3                 | 2                  | 5     |
| 11   | Roumanie    | 0             | 2                 | 0                  | 2     |
| 12   | Espagne     | 0             | 1                 | 5                  | 6     |
| 13   | Lettonie    | 0             | 1                 | 0                  | 1     |
| -    | Suisse      | 0             | 1                 | 0                  | 1     |
| 15   | Bulgarie    | 0             | 0                 | 1                  | 1     |
| -    | Finlande    | 0             | 0                 | 1                  | 1     |
| -    | Hongrie     | 0             | 0                 | 1                  | 1     |
| -    | Irlande     | 0             | 0                 | 1                  | 1     |
| -    | Israël      | 0             | 0                 | 1                  | 1     |

## Sources
- Podiums complets sur le site JudoInside.com.

- Podiums complets sur le site Les-Sports.info.